# Saint-Jean-Kourtzerode
Saint-Jean-Kourtzerode (Duits:Sankt Johann-Kurzerode) is een gemeente in het Franse departement Moselle (regio Grand Est) en telt 485 inwoners (1999). De plaats maakt deel uit van het arrondissement Sarrebourg-Château-Salins.

## Geografie
De oppervlakte van Saint-Jean-Kourtzerode bedraagt 1,6 km², de bevolkingsdichtheid is 303,1 inwoners per km².
De onderstaande kaart toont de ligging van Saint-Jean-Kourtzerode met de belangrijkste infrastructuur en aangrenzende gemeenten.

## Demografie
Onderstaande figuur toont het verloop van het inwonertal (bron: INSEE-tellingen).